# Tawangbanteng
Tawangbanteng is een bestuurslaag in het regentschap Tasikmalaya van de provincie West-Java, Indonesië. Tawangbanteng telt 5792 inwoners (volkstelling 2010).